# Martin McGuinness
James Martin Pacelli McGuinness (Derry, 23 de maio de 1950 – Derry, 21 de março de 2017) foi um político republicano irlandês, foi vice-primeiro-ministro da Irlanda do Norte de maio de 2007 a janeiro de 2017. Filiado ao Sinn Féin, foi líder do Exército Republicano Irlandês Provisório (IRA). Também foi o parlamentar para Mid Ulster de 1997 até sua renúncia em 2013. Como todos os MPs do Sinn Féin, McGuinness praticou abstencionismo em relação ao Parlamento de Westminster. Na sequência do Acordo de Saint Andrews e das Eleição da Assembleia em 2007, como líder político do Sinn Féin no Norte, ele se tornou vice-primeiro-ministro da Irlanda do Norte em 8 de maio de 2007, com o líder do Partido Unionista Democrático (PUD) Ian Paisley tornando-se primeiro-ministro. Em 5 de maio de 2007, foi renomeado como vice-primeiro Ministro para servir ao lado de Peter Robinson, que sucedeu Paisley como primeiro Ministro. McGuinness anteriormente serviu como ministro da Educação no Executivo da Irlanda do Norte entre 1999 e 2002. Ele era o candidato do Sinn Féin para Presidente da Irlanda na eleição de 2011.
Trabalhando ao lado do enviado especial americano George Mitchell, McGuinness foi também um dos principais arquitetos do Acordo de Belfast que formalmente cimentou o processo de paz da Irlanda do Norte.

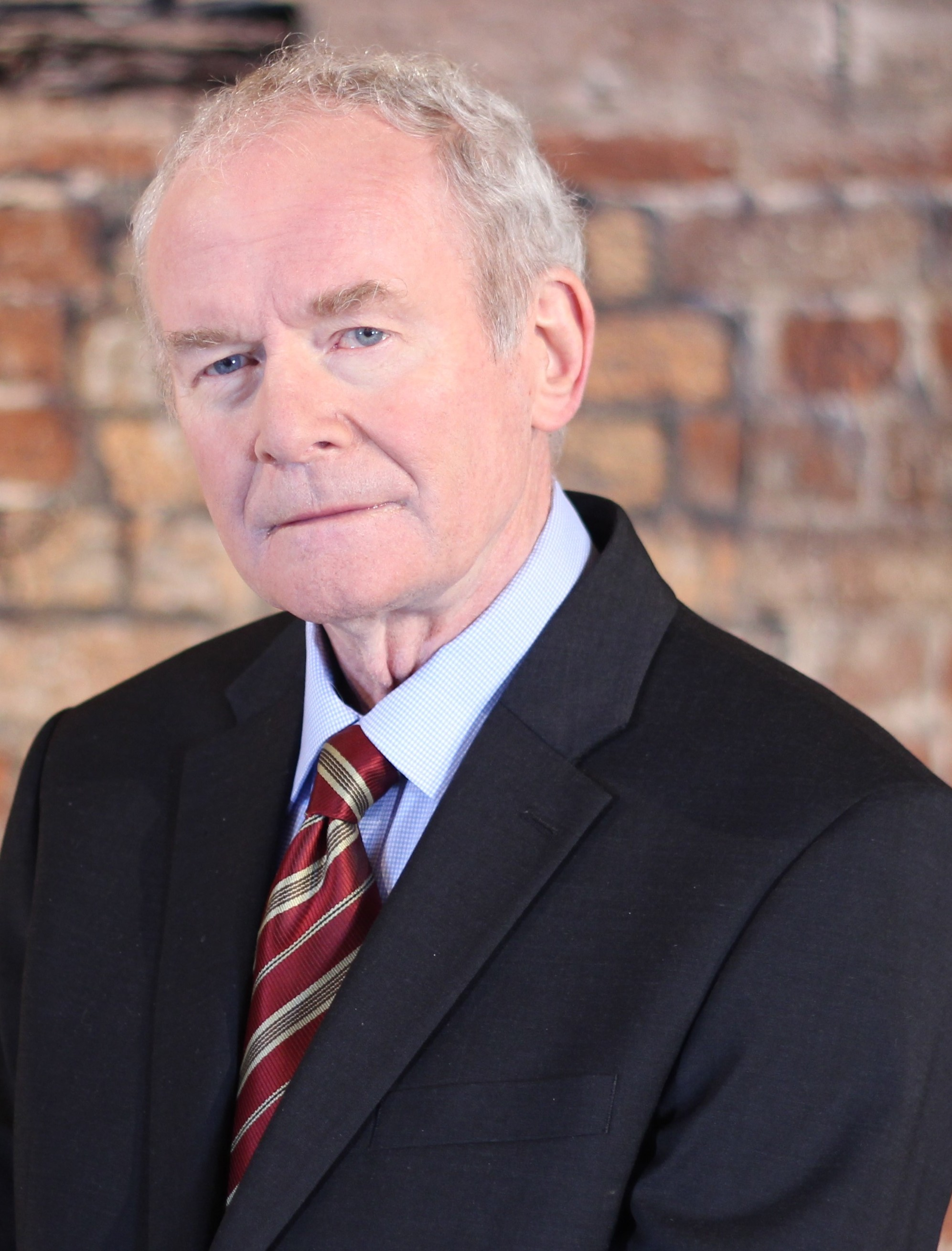
Martin McGuinness em janeiro de 2017

Em 9 de janeiro de 2017, McGuinness renunciou ao cargo de vice-primeiro-ministro em um protesto por causa do escândalo de incentivo a energias renováveis. Em 19 de janeiro de 2017, ele anunciou que devido sua condição de saúde, não disputaria a reeleição para a Assembleia da Irlanda do Norte em 2017 na eleição de 2 de março.
McGuinness sofria de amiloidose, uma doença rara que ataca os órgãos vitais na qual causou sua morte, em 21 de março de 2017, aos 66 anos.